# Arjo
Arjo ist ein Medizintechnik-Hersteller mit Hauptsitz in Malmö, Schweden. Das Produktportfolio umfasst Ausstattung im Bereich Medizintechnik und integrierte Lösungen für Patientbehandlung, wie Pflegebetten und Patientenlifter, und Hygiene, sowie für die Verhinderung von Dekubitalgeschwüren und tiefen Beinvenenthrombosen (TVT), Desinfektion, beispielsweise Steckbeckenspüler, und Diagnose. Er gehört wie Maquet zur schwedischen Getinge AB. 

## Unternehmensgeschichte

### Arjo
Das Unternehmen ARJO wurde 1957 von Arne Johansson in der schwedischen Stadt Eslöv, gegründet. Der Unternehmensname besteht aus den ersten beiden Buchstaben des Vor- und Nachnamens des Unternehmensgründers. Arjo fungiert zunächst als Zulieferer von Komponenten und Maschinenteilen für Hersteller von Medizinprodukten. 1972 entwickelte das Unternehmen die erste höhenverstellbare Badewanne und führte sie im Markt ein. 1993 wird die Aktie des Unternehmens an der Börse Stockholm und der London Stock Exchange eingeführt. 1995 erfolgt die Fusion mit dem schwedischen Unternehmen Getinge, in dessen Geschäftsbereich “Extended Care” es mit seinem Markennamen weitergeführt wird. 2004 übernimmt Arjo das Unternehmen BHM Medical und rundet mit dessen Deckenlifter sein Sortiment an Personenliftern ab. 2007 kam es zur Fusion von Arjo und Huntleigh Nesbit Evans (HNE).

### Huntleigh
1969 erfolgte in Luton die Gründung der Flowtron Aire Ltd, dem Vorgängerunternehmen von Huntleigh Healthcare, 1975 die der Huntleigh Group Ltd. 1985 erfolgt der Börsengang des Unternehmens als Huntleigh Technology PLC an der London Stock Exchange. 1993 übernimmt Huntleigh die Nesbit Evans Group und firmiert als HNE Huntleigh Nesbit Evans. 2007 kommt es zur Fusion von Arjo und Huntleigh Nesbit Evans (HNE). Luton ist jetzt der Sitz der ArjoHuntleigh International Ltd.

### ArjoHuntleigh
Das Unternehmen ging 2007 aus der Fusion von ARJO und Huntleigh Technology hervor.
2012 übernahm ArjoHuntleigh den Bereich Dekubituslagerungssysteme von Kinetic Concepts.

### Arjo
2018 wurde Arjo als separates börsennotiertes Unternehmen aus Getinge ausgegliedert.